# Ганс-Юрген Радке
Ганс-Юрген Радке (нім. Hans-Jürgen Radke; 10 січня 1916, Кіль — 14 грудня 1941, Данциг) — німецький офіцер-підводник, оберлейтенант-цур-зее крігсмаріне.

## Біографія
5 квітня 1935 року вступив на флот. З листопада 1938 року — вахтовий офіцер в підводній флотилії «Веддіген». З лютого 1939 року — 1-й вахтовий офіцер на підводному човні U-52. З 28 грудня 1940 по 14 вересня 1941 року — командир U-148, з 8 жовтня 1941 року — U-657. Загинув внаслідок отруєння димом під час пожежі на кораблі-гуртожитку «Чорний принц».

## Звання
- Кандидат в офіцери (5 квітня 1935)
- Морський кадет (25 вересня 1935)
- Фенріх-цур-зее (1 липня 1936)
- Оберфенріх-цур-зее (1 січня 1938)
- Лейтенант-цур-зее (1 квітня 1938)
- Оберлейтенант-цур-зее (1 жовтня 1939)

## Нагороди
- Медаль «За вислугу років у Вермахті» 4-го класу (4 роки)